# Sanskrt
Sanskrt, v písmu dévanágarí संस्कृतम्, v transliteraci saṃskṛtam (IAST) či saṁskr̥tam (ISO 15919), v české transkripci samskrtam/sanskrtam, je jeden z nejstarších starých jazyků. Přibližný český překlad slova sanskrtam je „dokonale složený“.[zdroj⁠?!] Někdy bývá sanskrt označovan za mrtvý jazyk, je však mateřštinou několika tisícovek lidí v Indii, za druhý či třetí jazyk ho má několik milionů lidí. Je jedním z 22 oficiálních jazyků Indie a jako jedna z nejlépe dochovaných řečí starověku je používán ve srovnávací lingvistice. V Indii a jihovýchodní Asii má sanskrt podobnou úlohu jako řečtina a latina v Evropě. Vliv měl v historických dobách i v zemích Střední Asie a na Dálném východě především v souvislosti se šířením buddhismu. V sanskrtské řeči jsou vytvořeny védské spisy (védský sanskrt) a posléze hinduistická literatura starověku a částečně i středověku a raného novověku. Sanskrt je však i jazykem mimonáboženské literatury klasické kultury jižní a jihovýchodní Asie: umělecké literatury (kávjová poezie, próza i drama), filozofie (daršana), astrologie, zákonodárství (dharmaśāstra) a veškerých tehdejších vědních oborů (např. lékařství ájurvéda, lingvistiky i technické vědy jako architektura atd.). Tutéž funkci plnil sanskrt i v buddhismu – vyjma jeho théravádového směru, který používal jazyka pálí (nicméně i v některých zemích, kde časem převládl théravádový buddhismus, původně převládal vliv sanskrtu a zůstal patrný ve slovní zásobě místního jazyka – tak je tomu například v thajštině, khmerštině)
Nejrozšířenějším písmem používaným pro jazyk sanskrt je písmo dévanágarí.

## Klasifikace

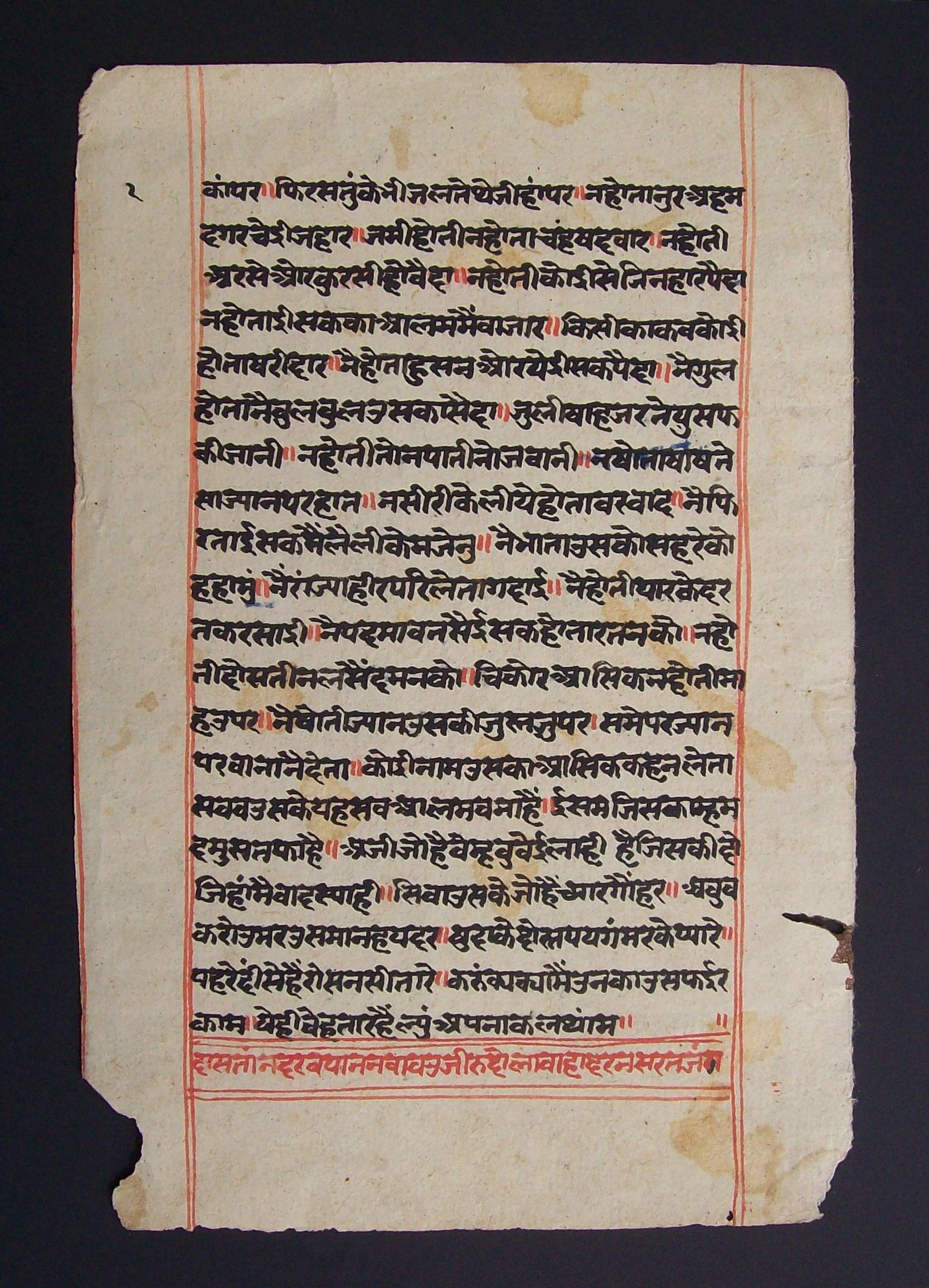
Starověký text v sanskrtu na konopném papíru.

Sanskrt patří do indoíránské skupiny indoevropské jazykové rodiny. Je liturgickým jazykem hinduismu, buddhismu a džinismu. Ovlivnil vývoj mnoha řečí severní Indie – hindština, urdština, bengálština, maráthština, kašmírština, paňdžábština, nepálština i romština jsou řeči, které se vyvinuly ze sanskrtu.

## Historie

### Počátky sanskrtu
Sanskrt má původ v indoárijštině, ta zase v praindoíránštině a ta v praindoevropštině, ve všech případech se jedná o hypotetické prajazyky rekonstruované metodami historické lingvistiky. Nejstarší zaznamenanou formou sanskrtu je védský sanskrt, v němž byly zaznamenány posvátné texty védského náboženství, tedy především sanhity: Rgvéda, Sámavéda, Jadžurvéda a Atharvavéda, ale také bráhmany, áranjaky a starší upanišady. Védský sanskrt patří mezi nejstarší známé indoevropské jazyky a jeho vznik lze klást nejpozději do doby v 18. století př. n. l., kdy již muselo proběhnout jeho oddělení od íránské avestánštiny. Vznik Rgvédu, nejstaršího díla v tomto jazyce bývá kladen zpravidla do 15. až 10. století př. n. l., tento text byl poté přechováván v ústní podobě a v 7. století př. n. l. editován. V 6. až 4. století př. n. l. byl védský sanskrt nahrazen sanskrtem klasickým.
Védský sanskrt se liší od klasického sanskrtu analogicky jako homérovská řečtina od řečtiny klasické.

### Předklasický sanskrt
Z pozdější podoby sanskrtu, tím, že zmizel z védského sanskrtu konjunktiv, se vyvinul předklasický sanskrt – v letech 500 až 400 př. n. l. Toto je sanskrt, jehož gramatická pravidla popsal Pánini s tak nesmírnou přesností ve spisu zvaném Aštádhjájí, že jeho pravidla platí až dodnes a jsou považována za nejpřesnější gramatická pravidla. Pánini v tomto spisu popisuje jak fonologii, tak i gramatiku védských hymnů.

### Sanskrt a prákrty
Z období kolem roku 300 př. n. l. se datují první dochované písemné záznamy v tzv. prákrtech. Jedná se zejména o Ašókovy skalní a sloupové nápisy. Dokládají, že indoárijské jazyky se už v této době vyvinuly do podoby poměrně vzdálené sanskrtu a rozrůznily se přinejmenším do různých dialektů. Z těchto dialektů později vznikají moderní řeči jako hindština, paňdžábština a bengálština. Přesto trvá ještě dlouho – až do roku 1900 n. l., než tyto řeči vytlačí sanskrt z literatury.

### Klasický sanskrt
Ve spisu Mahábhášja, který sepsal Pataňdžali v roce 200 př. n. l., který je komentářem Pániniho gramatických a fonetických pravidel, dokázal, že sanskrt je pořád ještě živá řeč, ale že dialekty odvozené z prákrtů tuto řeč zdeformovaly a že je nutná náprava a tím nutnost určitého gramatického pořádku. Toto dalo vzniknout klasickému sanskrtu a z této doby pochází termín sanskrtam (někdy samskrtam), což v češtině znamená dokonale složený.

### Kulturní a náboženská řeč
Od začátku našeho letopočtu se sanskrt nepoužívá v běžné řeči, ale stává se jen řečí kulturní a náboženskou, aniž by měl přímé spojení s mluvenou řečí. Toto trvá až do 14. století, kdy tzv. neo-indické řeči, které se vyvinuly z prákrtů, začínají dominovat a které nakonec v 19. století sanskrt jako literární řeč zcela vytlačí.

## Písmo sanskrtu

Nejrozšířenějším písmem používaným pro jazyk sanskrt je písmo dévanágarí. Často je proto mylně považováno za výhradní písmo sanskrtu. Ve skutečnosti se však sanskrt po řadu staletí svého používání nejprve nezapisoval písmem vůbec, později místně a časově aktuální historickou a regionální formou jihoasijského písma. Nejstarší forma jihoasijského písma se nazývala bráhmí (používané hlavně pro hovorový prákrt, např. v slavných Ašókových nápisech). Toto písmo se postupně graficky vyvíjelo a diferencovalo v jednotlivých regionech. (Lze to přirovnat k vývoji latinského písma od majuskule k minuskuli a následným různým formám jako je písmo gotické, švabach, kurziva, školní psací písmo atd) Tímto procesem se nakonec z tohoto jednotného zdroje vyvinula velice odlišná písma používaná dnes pro jednotlivé jazyky indoárijské (s výjimkou urdú a kašmírštiny) a drávidské v Indii, jakož i pro barmštinu, thajštinu, laoštinu, khmerštinu a tibetštinu. Sanskrtské rukopisy (do příchodu cizinců byly veškeré texty vždy šířeny ručním opisováním) jsou tedy psány nikoli jen v dévanágarí (tak je tomu pouze v oblastech, kde je tato regionální forma jihoasijského písma užívána pro místní jazyky), ale též stejnou měrou v dalších písmech jednotlivých regionů (např. v písmu telugském, bengálském, urijském, atd, dále v písmu grantha užívaném pro sanskrt v tamilsky mluvících oblastech a písmu šáradá užívaném pro sanskrt v Kašmíru). Pouze v knihtisku převládlo užívání jednoho z těchto písem sanskrtu, a to dévanágarí. Sanskrtské texty jsou tedy z původních rozličných písem rukopisného originálu editovány v dévanágarí. Není tomu však výlučně: Pro náboženské účely se nadále tisknou sanskrtské texty (vedle dévanágarí) v písmech jednotlivých indických států.

### Transliterace sanskrtu
Pro akademické účely (převážně mimo Indii) se pro sanskrt užívá vedle dévanágarí také odborná transliterace latinkou obohacenou o speciální diakritická znaménka.
V současnosti jsou nejrozšířenější dva velmi podobné typy transliterace:
- standard ISO 15919 určený pro reprezentaci většího množství indických jazyků, které používají dévanágarí a příbuzná písma;
- standard International Alphabet of Sanskrit Transliteration (IAST), který používá jednodušší sadu diakritických znamének.

Historicky se způsob přepisu vyvíjel a zejména ve starší literatuře lze narazit na různé další varianty.
| Dévanágarí | ISO 15919 | IAST | Český přepis | Další varianty |
| ---------- | --------- | ---- | ------------ | -------------- |
| अ          | a         | a    | a            |                |
| आ          | ā         | ā    | á            |                |
| इ          | i         | i    | i            |                |
| ई          | ī         | ī    | í            |                |
| उ          | u         | u    | u            |                |
| ऊ          | ū         | ū    | ú            |                |
| ऋ          | r̥         | ṛ    | r            | ṛi             |
| ॠ          | r̥̄         | ṝ    |              | ṛī             |
| ऌ          | l̥         | ḷ    | l            | lṛi            |
| ॡ          | l̥̄         | ḹ    |              | lṛī            |
| ए          | e         | e    | é            | ē              |
| ऐ          | ai        | ai   | ai           | āi             |
| ओ          | o         | o    | ó            | ō              |
| औ          | au        | au   | au           | āu             |
| ं           | ṁ         | ṃ    | m, n         | ṉ              |
| ः           | ḥ         | ḥ    | h            |                |
| ँ           | m̐         | ˜    | m, n         |                |
| क          | k         | k    | k            |                |
| ख          | kh        | kh   | kh           |                |
| ग          | g         | g    | g            |                |
| घ          | gh        | gh   | gh           |                |
| ङ          | ṅ         | ṅ    | n            |                |
| च          | c         | c    | č            |                |
| छ          | ch        | ch   | čh           |                |
| ज          | j         | j    | dž           |                |
| झ          | jh        | jh   | džh          |                |
| ञ          | ñ         | ñ    | ň            |                |
| ट          | ṭ         | ṭ    | t            |                |
| ठ          | ṭh        | ṭh   | th           |                |
| ड          | ḍ         | ḍ    | d            |                |
| ढ          | ḍh        | ḍh   | dh           |                |
| ण          | ṇ         | ṇ    | n            |                |
| त          | t         | t    | t            |                |
| थ          | th        | th   | th           |                |
| द          | d         | d    | d            |                |
| ध          | dh        | dh   | dh           |                |
| न          | n         | n    | n            |                |
| प          | p         | p    | p            |                |
| फ          | ph        | ph   | ph           |                |
| ब          | b         | b    | b            |                |
| भ          | bh        | bh   | bh           |                |
| म          | m         | m    | m            |                |
| य          | y         | y    | j            |                |
| र          | r         | r    | r            |                |
| ल          | l         | l    | l            |                |
| ळ          | ḷ         | ḷ    | l            |                |
| व          | v         | v    | v            |                |
| श          | ś         | ś    | š            | ṡ, ç           |
| ष          | ṣ         | ṣ    | š            | sh             |
| स          | s         | s    | s            |                |
| ह          | h         | h    | h            |                |
| ऽ          | ’         | '    | '            |                |

Jak je vidět z přehledu, dnes běžný český přepis sanskrtu nerozlišuje v řadě párů hlásek, zejména retroflexní hlásky od dentál (tedy například <t> pro transliteraci souhlásky v ट i त). Používá se pro zápis jednotlivých přejatých slov, ale pro přepis delších textů není vhodný právě pro tuto nejednoznačnost.
Velká a malá písmena se v dévanágarí nerozlišují a proto se nepoužívají velká písmena ani v transliteraci delších souvislých textů. Ve vědeckých textech se ale mohou používat velká písmena v přepisu jednotlivých jmen a názvů.

## Fonetika a fonologie
V této kapitole se používají tučné znaky transliterace ISO 15919 pro jednoznačné označení jednotlivých hlásek sanskrtu a znaky mezinárodní fonetické abecedy pro vyjádření jejich předpokládané výslovnosti.

### Repertoár hlásek
Tradiční seznam hlásek sanskrtu (varna-samámnája) má 46 (někdy se uvádí 47) položek v pevně daném pořadí podle způsobu a místa vyslovování.
1. samohlásky:[7] a, ā, i, ī, u, ū, r̥, r̥̄, l̥, (l̥̄),[8] e, ai, o, au;
2. velární[9] okluzivy: k, kh, g, gh, ṅ;
3. palatální okluzivy:[10] c, ch, j, jh, ñ;
4. retroflexní[11] okluzivy: ṭ, ṭh, ḍ, ḍh, ṇ;
5. dentální okluzivy: t, th, d, dh, n;
6. bilabiální okluzivy: p, ph, b, bh, m;
7. polovokály:[12] y, r, l, v;
8. sykavky: ś, ṣ, s;
9. hláska h.

Dále existují dvě hlásky, které se vyskytují pouze na konci slabiky po samohlásce: ṁ (anusvára), ḥ (visarga).
Samohlásky a polovokály mohly být v určitých případech nazalizované. K přepisu nazalizace předchozí samohlásky nebo následující souhlásky se používá m̐ (čandrabindu, anunásika).
Tento přehled není zcela vyčerpávající. V recitaci konkrétních, zejména védských textů se vyskytují další hlásky.

### Výslovnost jednotlivých hlásek
Tradice pokládala fonetiku (šikšá) za jednu z pomocných věd při studiu Véd (védánga). Texty popisující výslovnost jednotlivých védských textů (žánr označovaný výrazem prátišákhja) dokumentují mimo jiné výslovnost jednotlivých hlásek a lze je datovat do doby 500-150 před n. l. Jejich informace můžeme porovnávat s pozdějším vývojem těchto hlásek v indoárijských jazycích a také s tradiční výslovností sanskrtu v dnešní Indii. S ohledem na to můžeme rekonstruovat výslovnost jednotlivých hlásek následovně:
- Samohlásky se běžně rozlišují krátké a dlouhé; dlouhá varianta se v transliteraci vyznačuje vodorovnou čárkou nad písmenem. Kromě krátkých (hrasva) a dlouhých (dírgha) existuje i velmi dlouhá varianta vokálu (pluta) odlišovaná ve védských textech.
- Samohlásky a, ā se od sebe lišily nejen délkou, ale také stupněm otevřenosti. Krátké a se vyslovovalo zavřenější, jako [ə].
- „Samohlásky“ r̥, r̥̄, l̥, (l̥̄) jsou vlastně slabičné likvidy, opět v párech krátké a dlouhé. Pokud můžeme věřit starým textům, slabičné l̥ se místem výslovnosti nelišilo od neslabičného l. V případě slabičného r̥ je situace složitější, tradičně se mu přisuzovala velární nebo retroflexní výslovnost, někdy se tento popis interpretuje jako výslovnost uvulární.[14] Dnešní výslovnost r̥ v Indii je v závislosti na konkrétní geografické oblasti /ri/ nebo /ru/, podobně se místo l̥ vyslovuje /lri/ apod.
- Hlásky e, ai, o, au se tradičně označují jako dvojhlásky. Patrně se v nejstarší době mohly skutečně všechny vyslovovat jako dvojhlásky, ale už v prvních popisech výslovnosti, které máme, je e dlouhé é a o dlouhé ó.
- Okluzivy v každé sadě jsou po řadě: neznělá neaspirovaná, neznělá aspirovaná, znělá neaspirovaná, znělá aspirovaná, nosová souhláska.
- Velární ṅ je /ŋ/.
- Palatální hlásky se dnes i v Indii vyslovují jako prepalatální afrikáty, nicméně staroindické texty je popisují jako hlásky vyslovované střední částí jazyka proti tvrdému patru a nenaznačují, že by šlo o afrikáty[15] (tzn. c by se podobalo spíš českému ť než č).
- Retroflexní a dentální hlásky se podobají českému /t/, /d/, /n/ (ale nejsou s nimi úplně totožné).
- Hláska r je popisovaná jako alveolární (a tedy místem výslovnosti podobná českému /r/) nebo později jako hláska retroflexní.
- Hláska ś je palatální sykavka a hláska ṣ retroflexní sykavka (tzn. obě jsou podobné českému š, ale nejsou s ním totožné). Někdy se místo ṣ vyslovuje /kh/.
- Hláska h se vyslovuje jako české znělé h (tj. [ɦ]).
- Visarga, tedy ḥ se původně vyslovovalo jako neznělé [h]. Dnešní indická výslovnost je taková, že se po této hlásce slabě opakuje předchozí samohláska.
- Anusvára, tedy ṁ je hláska, jejíž popisy se už od nejstarších dob rozcházejí. Mohlo jít prostě o nosové prodloužení předchozí samohlásky.

### Melodický přízvuk
V nejstarší době měl sanskrt melodický přízvuk. Tento přízvuk se zachovává v recitaci védských textů.

## Gramatika
Zrovna tak jako čeština je sanskrt flektivní jazyk, který vyjadřuje větnou syntax pomocí ohýbání (skloňování a časování). Vyznačuje se bohatstvím slovních tvarů, které jsou ve srovnání s češtinou ještě mnohem obšírnější.

### Osmero pojednání
Pánini (v dévanágarí पाणिनि) byl sanskrtský jazykovědec ze 4. století př. n. l. znám svým spisem o sanskrtské gramatice a lingvistické morfologii zvané Aštadhjájí , což znamená „Osmero pojednání“ (3959 pravidel), který je podkladem pro gramatická pojednání o sanskrtské literatuře, védángy (doslova 'údy véd'). Jsou to lingvistické disciplíny umožňující studium véd: šikšá (fonetika), kalpa (astrologie), vjákarana (mluvnice), nirukta (etymologie), čhanda (védská metrika) a džjótišá (astronomie).
Pániniho pravidla jsou psána v krátkých aforismech (sútra):
1.1.1 vrddhir áT-aiC
1.1.2 auT-éN gunáh
Velká písmena označují zdroj, sanskrtské výrazy vrddhir a gunáh jsou názvy jmenovaných hlásek. Tedy: 1. á a ai jsou v T a C vrddhir, 2. au a é jsou v T a N gunáh.

### Slovní druhy
- Slovesa – sanskrtské sloveso má za svůj základ slovesný kořen; k němu se přidávají koncovky, předpony a hlásky se zvláštním významem. Všechna sanskrtská slovesa se rozdělují na dvě velké skupiny: tematická a atematická. Sanskrtská slovesa rozlišují v určitých tvarech tři rody: aktivum, médium a pasivum, tři čísla, tři osoby, čtyři způsoby (indikativ, imperativ, optativ a kondicionál) a pět časů (prézens, imperfektum, aorist, perfektum a futurum). Sanskrtská slovesa vytvářejí celou řadu dalších tvarů, např. různá participa, gerundium, absolutiv a infinitiv.
- Podstatná jména – rozlišují tři rody – mužský, ženský a střední, tři čísla – jednotné, dvojné a množné, a osm pádů – nominativ, akuzativ, instrumentál, dativ, ablativ, genitiv, lokál a vokativ, které jsou prakticky shodné s českými pády – 1. nominativ, 2. genitiv, 3. dativ, 4. akuzativ, 5. vokativ, 6. lokativ a 7. instrumentál. Ablativ čeština nezná.

### Syntax
- Slovosled je v sanskrtu velmi volný a zejména ve verších dochází k volnému přeskupování slov podle potřeb védské metriky, ale převládá tendence umístit sloveso na konec věty.
- Otázka se liší od oznamovací věty jen intonací, kterou písmo nijak nezachycuje (otazník neexistuje) nebo tázací částicí kim (zda) nebo jinými tázacími složkami (kdo, jak, proč apod.).
- Podmět nemusí být ve větě (stejně jako v češtině) vůbec vyjádřen.

### Sandhi
Sanskrt má obsáhlý systém pravidel pro změny koncových hlásek, případně počátečních hlásek následujících slov. Říká se tomu sandhiová pravidla (sandhi = „spojení“). Toto je důsledek toho, že sanskrt je mluvená řeč převedená písmem dévanágarí v úplně přesné zvukové podobě do písma. I v češtině se zvuky počátečních a koncových hlásek v běžné mluvě mění, čeština tyto změny ale nezaznamenává v písmu.
Například: setkají-li se dvě samohlásky, spojí se v jednu:
a + i = é — adja iha — adjéha — (teď zde)
a + u = ó — tathá uktah — tathóktah — (tak řečený)
a + r = ar — tatra rkšah — tatrarkšah — (tam je medvěd)
a + é = ái — adhuná éva — adhunáiva — (právě teď)
a + ó = áu — atra óšadhih — atráušadhih — (zde je lék)

## Příklady

### Číslovky
| Číslice | Sanskrt | Transliterace | Česky |
| १       | एकम्     | ekam          | jeden |
| २       | द्वे      | dve           | dva   |
| ३       | त्रीणि     | trīṇi         | tři   |
| ४       | चत्वारि    | catvāri       | čtyři |
| ५       | पञ्च     | pañca         | pět   |
| ६       | षट्      | ṣaṭ           | šest  |
| ७       | सप्त     | sapta         | sedm  |
| ८       | अष्ट     | aṣṭa          | osm   |
| ९       | नव      | nava          | devět |
| १०      | दश      | daśa          | deset |

## Vzorový text
Eṣa bhārata deśa asti eṣa prācīna etihāsika
saṃskrṭikdeśa asti atra enakā bhāṣā vividhāni
matāni ca santi bahuvidhā ācārā vicārā ca santi
tathāpi vayaṃ bhāratīyā saṃskrṭi sūtrabaddhā sma.

### Všeobecná deklarace lidských práv
| sanskrt     | सर्वे मानवाः स्वतन्त्राः समुत्पन्नाः वर्तन्ते अपि च, गौरवदृशा अधिकारदृशा च समानाः एव वर्तन्ते। एते सर्वे चेतना-तर्क-शक्तिभ्यां सुसम्पन्नाः सन्ति। अपि च, सर्वेऽपि बन्धुत्व-भावनया परस्परं व्यवहरन्तु।                                                                                      |
| transkripce | Sarvē mānavāḥ svatantrāḥ samutpannāḥ vartantē api ca, gauravadr̥śā adhikāradr̥śā ca samānāḥ ēva vartantē. Ētē sarvē cētanā-tarka-śaktibhyāṁ susampannāḥ santi. Api ca, sarvē´pi bandhutva-bhāvanayā parasparaṁ vyavaharantu. |
| česky       | Všichni lidé se rodí svobodní a sobě rovní co do důstojnosti a práv. Jsou nadáni rozumem a svědomím a mají spolu jednat v duchu bratrství.                                                                                 |